# Joseph Maria Helmschrott
Joseph Maria Helmschrott (* 14. Juni 1759 in Dillingen an der Donau als Vitus Anton Helmschrott; † 29. Juli 1836 in Marktoffingen) war ein deutscher Benediktiner, Bibliothekar und Gymnasiallehrer.

## Leben
Helmschrott absolvierte das Dillinger Gymnasium und studierte anschließend Philosophie an der Universität Dillingen. Im Oktober 1778 trat er in das Kloster St. Mang in Füssen ein und legte im Oktober 1779 die Ordensgelübde ab. Im Kloster erhielt er den Ordensnamen Joseph Maria. Im Kloster absolvierte er ein Studium der Theologie, des Kirchenrechts und der morgenländischen Sprachen. Zu seinen Lehrern zählte Basilius Sinner. Am 20. Juni 1784 empfing er schließlich die Priesterweihe.
Helmschrott wurde 1784 Unterbibliothekar am Kloster, wobei er den Oberbibliothekar zu vertreten hatte, der zu dieser Zeit als Professor am Lyzeum Freising abwesend war. In dieser Zeit arbeitete er an seinem Hauptwerk, dem Verzeichniss alter Druckdenkmale der Bibliothek des uralten Benediktiner-Stifts zum H. Mang in Füessen. Als der Abt des Klosters 1790 das Stiftsgymnasium ins Leben rief, wurde er dort Professor und Direktor der Anstalt. Diese Position hatte er inne, bis im Zuge der Säkularisation das Kloster und daraufhin auch das Gymnasium geschlossen wurde. Neben der schulischen Bildung legte er am Gymnasium besonderen Wert auf die musikalische Ausbildung. Hierfür verfasste er auch eigene Singspiele.
Helmschrott kam nach der Auflösung des Klosters 1804 als Geistlicher nach Niederrieden, 1810 nach Schwabsoien, 1812 nach Hopfen am See und schließlich als Pfarrer nach Munzingen (heute Ortsteil von Wallerstein) im Ries. Zuletzt war er Benefiziat in Marktoffingen.

## Werke (Auswahl)
- Verzeichniss alter Druckdenkmale der Bibliothek des uralten Benediktiner-Stifts zum H. Mang in Füeßen. Ulm / Stettin 1790, urn:nbn:de:bvb:12-bsb11710567-7.
- Entwurf der Gegenstände für die Schüler aus der Vorbereitungsklasse und ersten Grammatik, Stettin / Ulm 1792.
- Entwurf der Gegenstände zur öffentlichen Prüfung der Schüler der niederen Schulen am Benediktinerstift zum heil. Magnus in Füssen. Nebst ein er Abhandlung zum Sittenverderbnis bey der jetzigen studierenden Jugend, Mayer, Füssen 1793.
- Der gerechte Fürst, ein Schauspiel [...] und Joseph, der Unterkönig in Egypten, von seinen Brüdern erkannt, ein Singspiel, Mayer, Füssen 1795.
- Ode auf den Churfürsten Clemens Wenzeslaus von Trier als derselbe zu Füssen die hl. Firmung spendete (15. September 1799), Mayer, Füssen 1799.